# Mistrzostwa Świata w Piłce Nożnej 2018 (składy)
Artykuł grupuje składy wszystkich reprezentacji narodowych w piłce nożnej, które wystąpiły podczas Mistrzostw Świata w Piłce Nożnej w Rosji w dniach od 14 czerwca do 15 lipca 2018 roku.
- Przynależność klubowa na koniec sezonu 2017/2018.
- Wiek zawodnika aktualny na dzień rozpoczęcia mistrzostw.
- Liczba występów i goli podana do dnia rozpoczęcia mistrzostw (źródło: National-Football-Teams.com).
- Zawodnicy oznaczeni symbolem  to kapitanowie reprezentacji.
- Legenda:
Pozycje na boisku:
BR – bramkarz
OB – obrońca
PM – pomocnik
NP – napastnik

## Grupa A

### Egipt
Trener:  Héctor Cúper
| Nr | Pozycja | Zawodnik                     | Data urodzenia       | Mecze | Bramki | Klub                 |
| -- | ------- | ---------------------------- | -------------------- | ----- | ------ | -------------------- |
| 1  | BR      | Essam El-Hadary              | 15 stycznia 1973     | 158   | 0      | Al-Taawoun           |
| 16 | BR      | Sherif Ekramy                | 10 lipca 1983        | 22    | 0      | Al-Ahly Kair         |
| 23 | BR      | Mohamed El-Shenawy           | 18 grudnia 1988      | 3     | 0      | Al-Ahly Kair         |
| 2  | OB      | Ali Gabr                     | 1 stycznia 1989      | 21    | 1      | West Bromwich Albion |
| 3  | OB      | Ahmed El-Mohamadi            | 9 września 1987      | 78    | 2      | Aston Villa          |
| 6  | OB      | Ahmad Hidżazi                | 25 stycznia 1991     | 45    | 1      | West Bromwich Albion |
| 7  | OB      | Ahmed Fathi                  | 10 listopada 1984    | 126   | 3      | Al-Ahly Kair         |
| 12 | OB      | Ayman Ashraf                 | 9 kwietnia 1991      | 4     | 0      | Al-Ahly Kair         |
| 13 | OB      | Mohamed Abdel-Shafy          | 1 lipca 1985         | 51    | 1      | Al-Fateh             |
| 15 | OB      | Mahmoud Hamdy                | 1 czerwca 1995       | 0     | 0      | Zamalek SC           |
| 20 | OB      | Saad Samir                   | 1 kwietnia 1989      | 11    | 0      | Al-Ahly Kair         |
| 4  | PM      | Omar Gaber                   | 30 stycznia 1992     | 24    | 0      | Los Angeles FC       |
| 5  | PM      | Sam Morsy                    | 10 września 1991     | 5     | 0      | Wigan Athletic       |
| 8  | PM      | Tarek Hamed                  | 24 października 1988 | 21    | 0      | Zamalek SC           |
| 17 | PM      | Mohamed Elneny               | 11 lipca 1992        | 61    | 5      | Arsenal              |
| 19 | PM      | Abdallah Said                | 13 lipca 1985        | 36    | 6      | Kuopion Palloseura   |
| 21 | PM      | Mahmud Hassan                | 1 października 1994  | 24    | 2      | Kasımpaşa SK         |
| 9  | NP      | Marwan Mohsen                | 26 lutego 1989       | 24    | 4      | Al-Ahly Kair         |
| 10 | NP      | Mohamed Salah                | 10 czerwca 1992      | 57    | 33     | Liverpool            |
| 11 | NP      | Mahmoud Abdel-Moneim Soliman | 13 kwietnia 1994     | 19    | 3      | Al-Ittihad           |
| 14 | NP      | Ramadan Sobhi                | 23 stycznia 1997     | 23    | 1      | Stoke City           |
| 18 | NP      | Shikabala                    | 5 marca 1986         | 29    | 2      | Al-Raed              |
| 22 | NP      | Amr Warda                    | 17 września 1993     | 16    | 0      | PAE Atromitos        |

### Rosja
Trener:  Stanisław Czerczesow
| Nr | Pozycja | Zawodnik                 | Data urodzenia       | Mecze | Bramki | Klub             |
| -- | ------- | ------------------------ | -------------------- | ----- | ------ | ---------------- |
| 1  | BR      | Igor Akinfiejew          | 8 kwietnia 1986      | 105   | 0      | CSKA Moskwa      |
| 12 | BR      | Andriej Łuniow           | 13 listopada 1991    | 3     | 0      | Zenit Petersburg |
| 20 | BR      | Władimir Gabułow         | 19 października 1983 | 10    | 0      | Club Brugge      |
| 2  | OB      | Mário Figueira Fernandes | 19 września 1990     | 4     | 0      | CSKA Moskwa      |
| 3  | OB      | Ilja Kutiepow            | 29 lipca 1993        | 6     | 0      | Spartak Moskwa   |
| 4  | OB      | Siergiej Ignaszewicz     | 14 lipca 1979        | 121   | 8      | CSKA Moskwa      |
| 5  | OB      | Andriej Siemionow        | 24 marca 1989        | 6     | 0      | Achmat Grozny    |
| 13 | OB      | Fiodor Kudriaszow        | 5 kwietnia 1987      | 18    | 0      | Rubin Kazań      |
| 14 | OB      | Władimir Granat          | 22 maja 1987         | 12    | 1      | Rubin Kazań      |
| 23 | OB      | Igor Smolnikow           | 8 sierpnia 1988      | 26    | 0      | Zenit Petersburg |
| 6  | PM      | Dienis Czeryszew         | 26 grudnia 1990      | 11    | 0      | Villarreal CF    |
| 7  | PM      | Daler Kuziajew           | 15 stycznia 1993     | 5     | 0      | Zenit Petersburg |
| 8  | PM      | Jurij Gazinski           | 20 lipca 1989        | 5     | 0      | FK Krasnodar     |
| 9  | PM      | Ałan Dzagojew            | 17 czerwca 1990      | 56    | 9      | CSKA Moskwa      |
| 11 | PM      | Roman Zobnin             | 11 lutego 1994       | 11    | 0      | Spartak Moskwa   |
| 15 | PM      | Aleksiej Miranczuk       | 17 października 1995 | 17    | 4      | Lokomotiw Moskwa |
| 16 | PM      | Anton Miranczuk          | 17 października 1995 | 5     | 0      | Lokomotiw Moskwa |
| 17 | PM      | Aleksandr Gołowin        | 30 maja 1996         | 18    | 2      | CSKA Moskwa      |
| 18 | PM      | Jurij Żyrkow             | 20 sierpnia 1983     | 83    | 2      | Zenit Petersburg |
| 19 | PM      | Aleksandr Samiedow       | 19 lipca 1984        | 47    | 6      | Spartak Moskwa   |
| 21 | PM      | Aleksandr Jerochin       | 13 października 1989 | 17    | 0      | Zenit Petersburg |
| 10 | NP      | Fiodor Smołow            | 9 lutego 1990        | 32    | 12     | FK Krasnodar     |
| 22 | NP      | Artiom Dziuba            | 22 sierpnia 1988     | 23    | 11     | Arsienał Tuła    |

### Arabia Saudyjska
Trener:  Juan Antonio Pizzi
| Nr | Pozycja | Zawodnik              | Data urodzenia       | Mecze | Bramki | Klub          |
| -- | ------- | --------------------- | -------------------- | ----- | ------ | ------------- |
| 1  | BR      | Abdullah Al-Mayouf    | 23 stycznia 1987     | 11    | 0      | Al-Hilal      |
| 21 | BR      | Yasser Al-Mosailem    | 27 lutego 1984       | 32    | 0      | Al-Ahli       |
| 22 | BR      | Mohammed Al-Owais     | 10 października 1991 | 6     | 0      | Al-Ahli       |
| 2  | OB      | Mansoor Al-Harbi      | 19 października 1997 | 40    | 1      | Al-Ahli       |
| 3  | OB      | Osama Hawsawi         | 31 marca 1984        | 135   | 7      | Al-Hilal      |
| 4  | OB      | Ali Al-Bulaihi        | 21 listopada 1989    | 4     | 0      | Al-Hilal      |
| 5  | OB      | Omar Hawsawi          | 27 września 1985     | 42    | 3      | Al-Nassr      |
| 6  | OB      | Mohammed Al-Breik     | 15 września 1992     | 11    | 1      | Al-Hilal      |
| 13 | OB      | Yasser Al-Shahrani    | 25 maja 1992         | 37    | 0      | Al-Hilal      |
| 23 | OB      | Motaz Hawsawi         | 17 lutego 1992       | 17    | 0      | Al-Ahli       |
| 7  | PM      | Salman Al-Faraj       | 1 sierpnia 1989      | 43    | 3      | Al-Hilal      |
| 8  | PM      | Yahya Al-Shehri       | 26 czerwca 1990      | 57    | 8      | CD Leganés    |
| 9  | PM      | Hattan Bahebri        | 16 lipca 1992        | 5     | 0      | Asz-Szabab    |
| 11 | PM      | Abdulmalek Al-Khaibri | 13 marca 1986        | 36    | 0      | Al-Hilal      |
| 12 | PM      | Mohamed Kanno         | 22 września 1994     | 6     | 1      | Al-Hilal      |
| 14 | PM      | Abdullah Otayf        | 3 sierpnia 1992      | 16    | 1      | Al-Hilal      |
| 15 | PM      | Abdullah Al-Khaibari  | 16 sierpnia 1996     | 5     | 0      | Asz-Szabab    |
| 16 | PM      | Housain Al-Mogahwi    | 24 marca 1988        | 18    | 1      | Al-Ahli       |
| 17 | PM      | Taisir Al-Jassim      | 25 lipca 1984        | 132   | 19     | Al-Ahli       |
| 18 | PM      | Salem Al-Dawsari      | 19 sierpnia 1991     | 33    | 4      | Villarreal CF |
| 10 | NP      | Mohammad Al-Sahlawi   | 10 stycznia 1987     | 40    | 28     | Al-Nassr      |
| 19 | NP      | Fahad Al-Muwallad     | 14 września 1994     | 45    | 10     | Levante UD    |
| 20 | NP      | Muhannad Assiri       | 14 października 1986 | 18    | 4      | Al-Ahli       |

### Urugwaj
Trener:  Óscar Tabárez
| Nr | Pozycja | Zawodnik               | Data urodzenia      | Mecze | Bramki | Klub                       |
| -- | ------- | ---------------------- | ------------------- | ----- | ------ | -------------------------- |
| 1  | BR      | Fernando Muslera       | 16 czerwca 1986     | 96    | 0      | Galatasaray SK             |
| 12 | BR      | Martín Campaña         | 29 maja 1989        | 1     | 0      | CA Independiente           |
| 23 | BR      | Martín Silva           | 23 marca 1983       | 11    | 0      | CR Vasco da Gama           |
| 2  | OB      | José María Giménez     | 20 stycznia 1995    | 41    | 4      | Atlético Madryt            |
| 3  | OB      | Diego Godín            | 16 lutego 1986      | 115   | 8      | Atlético Madryt            |
| 4  | OB      | Guillermo Varela       | 24 marca 1993       | 3     | 0      | CA Peñarol                 |
| 13 | OB      | Gastón Silva           | 5 marca 1994        | 17    | 0      | CA Independiente           |
| 16 | OB      | Maxi Pereira           | 8 czerwca 1984      | 124   | 3      | FC Porto                   |
| 19 | OB      | Sebastián Coates       | 7 października 1990 | 30    | 1      | Sporting CP                |
| 22 | OB      | Martín Cáceres         | 7 kwietnia 1987     | 75    | 4      | S.S. Lazio                 |
| 5  | PM      | Carlos Sánchez         | 2 grudnia 1984      | 35    | 1      | CF Monterrey               |
| 6  | PM      | Rodrigo Bentancur      | 5 czerwca 1997      | 6     | 0      | Juventus F.C.              |
| 7  | PM      | Cristian Rodríguez     | 30 września 1985    | 104   | 11     | Club Atlético Peñarol      |
| 8  | PM      | Nahitan Nández         | 28 grudnia 1995     | 11    | 0      | Club Atlético Boca Juniors |
| 14 | PM      | Lucas Torreira         | 11 lutego 1996      | 2     | 0      | UC Sampdoria               |
| 15 | PM      | Matías Vecino          | 24 sierpnia 1991    | 21    | 1      | Inter Mediolan             |
| 17 | PM      | Diego Laxalt           | 7 lutego 1993       | 5     | 0      | Genoa CFC                  |
| 9  | NP      | Luis Suárez            | 24 stycznia 1987    | 97    | 50     | FC Barcelona               |
| 10 | NP      | Giorgian de Arrascaeta | 1 maja 1994         | 13    | 1      | Cruzeiro EC                |
| 11 | NP      | Cristhian Stuani       | 10 grudnia 1986     | 40    | 5      | Girona FC                  |
| 18 | NP      | Maximiliano Gómez      | 14 sierpnia 1996    | 4     | 0      | Celta Vigo                 |
| 20 | NP      | Jonathan Urretaviscaya | 19 marca 1990       | 4     | 0      | CF Monterrey               |
| 21 | NP      | Edinson Cavani         | 14 lutego 1987      | 100   | 42     | Paris Saint-Germain        |

## Grupa B

### Iran
Trener:  Carlos Queiroz
| Nr | Pozycja | Zawodnik               | Data urodzenia      | Mecze | Bramki | Klub              |
| -- | ------- | ---------------------- | ------------------- | ----- | ------ | ----------------- |
| 1  | BR      | Alireza Bejranwand     | 21 września 1992    | 21    | 0      | Persepolis FC     |
| 12 | BR      | Mohammad Mazaheri      | 18 maja 1989        | 3     | 0      | Zob Ahan Isfahan  |
| 22 | BR      | Amir Abedzade          | 26 kwietnia 1993    | 1     | 0      | CS Marítimo       |
| 3  | OB      | Ehsan Hadżsafi         | 25 lutego 1990      | 93    | 6      | Olympiakos SFP    |
| 4  | OB      | Ruzbe Czeszmi          | 24 lipca 1993       | 9     | 1      | Esteghlal Teheran |
| 5  | OB      | Milad Mohammadi        | 29 września 1993    | 18    | 0      | Achmat Grozny     |
| 8  | OB      | Morteza Puraligandżi   | 19 kwietnia 1992    | 18    | 0      | Al Sadd           |
| 13 | OB      | Mohammad Reza Chanzade | 11 maja 1991        | 18    | 0      | Padideh F.C.      |
| 15 | OB      | Peżman Montazeri       | 6 września 1983     | 18    | 0      | Esteghlal Teheran |
| 19 | OB      | Madżid Hosejni         | 20 czerwca 1996     | 1     | 0      | Esteghlal Teheran |
| 23 | OB      | Ramin Rezajijan        | 21 marca 1990       | 27    | 2      | KV Oostende       |
| 2  | PM      | Mahdi Torabi           | 10 września 1994    | 16    | 4      | Saipa Karadż      |
| 6  | PM      | Sa’id Ezzatollahi      | 1 października 1996 | 25    | 1      | Amkar Perm        |
| 7  | PM      | Masud Szodża’i         | 9 czerwca 1984      | 73    | 8      | AEK Ateny         |
| 9  | PM      | Omid Ebrahimi          | 16 września 1987    | 29    | 0      | Esteghlal Teheran |
| 11 | PM      | Wahid Amiri            | 2 kwietnia 1988     | 35    | 1      | Persepolis FC     |
| 10 | NP      | Karim Ansarifard       | 3 kwietnia 1990     | 63    | 16     | Olympiakos SFP    |
| 14 | NP      | Saman Ghoddus          | 6 września 1993     | 7     | 1      | Östersunds FK     |
| 16 | NP      | Reza Ghuczanneżad      | 20 września 1987    | 42    | 17     | sc Heerenveen     |
| 17 | NP      | Mehdi Taremi           | 18 lipca 1992       | 25    | 11     | Al-Gharafa        |
| 18 | NP      | Alireza Dżahanbachsz   | 11 sierpnia 1993    | 37    | 4      | AZ Alkmaar        |
| 20 | NP      | Sardar Azmun           | 1 stycznia 1995     | 32    | 23     | Rubin Kazań       |
| 21 | NP      | Aszkan Deżagah         | 5 lipca 1986        | 45    | 9      | Nottingham Forest |

### Maroko
Trener:  Hervé Renard
| Nr | Pozycja | Zawodnik               | Data urodzenia       | Mecze | Bramki | Klub                    |
| -- | ------- | ---------------------- | -------------------- | ----- | ------ | ----------------------- |
| 1  | BR      | Yassine Bounou         | 5 kwietnia 1991      | 10    | 0      | Girona FC               |
| 12 | BR      | Munir Mohand           | 10 maja 1989         | 25    | 0      | CD Numancia             |
| 22 | BR      | Ahmed Reda Tagnaouti   | 5 kwietnia 1996      | 2     | 0      | Ittihad Tanger          |
| 2  | OB      | Achraf Hakimi          | 4 listopada 1998     | 3     | 0      | Real Madryt             |
| 3  | OB      | Hamza Mendyl           | 21 października 1997 | 11    | 0      | Lille OSC               |
| 4  | OB      | Manuel da Costa        | 6 maja 1986          | 25    | 1      | İstanbul Başakşehir     |
| 5  | OB      | Medhi Benatia          | 17 kwietnia 1987     | 54    | 2      | Juventus F.C.           |
| 6  | OB      | Romain Saïss           | 26 marca 1990        | 21    | 1      | Wolverhampton Wanderers |
| 17 | OB      | Nabil Dirar            | 25 lutego 1986       | 34    | 3      | Fenerbahçe SK           |
| 7  | PM      | Hakim Ziyech           | 19 marca 1993        | 15    | 8      | AFC Ajax                |
| 8  | PM      | Karim El Ahmadi        | 27 stycznia 1985     | 48    | 1      | Feyenoord               |
| 10 | PM      | Younès Belhanda        | 27 stycznia 1985     | 48    | 1      | Galatasaray SK          |
| 11 | PM      | Fayçal Fajr            | 1 sierpnia 1988      | 21    | 2      | Getafe CF               |
| 14 | PM      | Mbark Boussoufa        | 15 sierpnia 1984     | 56    | 7      | Al-Jazira Club          |
| 15 | PM      | Youssef Aït Bennasser  | 7 lipca 1996         | 11    | 0      | SM Caen                 |
| 16 | PM      | Nordin Amrabat         | 31 marca 1987        | 41    | 4      | CD Leganés              |
| 18 | PM      | Amine Harit            | 18 czerwca 1997      | 3     | 0      | FC Schalke 04           |
| 21 | PM      | Sofyan Amrabat         | 21 sierpnia 1996     | 4     | 0      | Feyenoord               |
| 23 | PM      | Mehdi Carcela-González | 1 lipca 1989         | 21    | 1      | Standard Liège          |
| 9  | NP      | Ayoub El Kaabi         | 26 czerwca 1993      | 8     | 10     | Renaissance Berkane     |
| 13 | NP      | Khalid Boutaïb         | 24 kwietnia 1987     | 15    | 7      | Yeni Malatyaspor        |
| 19 | NP      | Youssef En-Nesyri      | 1 czerwca 1997       | 15    | 1      | Málaga CF               |
| 20 | NP      | Aziz Bouhaddouz        | 29 stycznia 1987     | 13    | 3      | FC St. Pauli            |

### Portugalia
Trener:  Fernando Santos
| Nr | Pozycja | Zawodnik          | Data urodzenia      | Mecze | Bramki | Klub              |
| -- | ------- | ----------------- | ------------------- | ----- | ------ | ----------------- |
| 1  | BR      | Rui Patrício      | 15 lutego 1988      | 68    | 0      | Sporting CP       |
| 12 | BR      | Anthony Lopes     | 1 października 1990 | 6     | 0      | Olympique Lyon    |
| 22 | BR      | Beto              | 1 czerwca 1982      | 13    | 0      | Göztepe SK        |
| 2  | OB      | Bruno Alves       | 27 listopada 1981   | 95    | 11     | Rangers F.C.      |
| 3  | OB      | Pepe              | 26 lutego 1983      | 92    | 5      | Beşiktaş JK       |
| 4  | PM      | Manuel Fernandes  | 5 lutego 1986       | 12    | 3      | Lokomotiw Moskwa  |
| 5  | OB      | Raphaël Guerreiro | 22 grudnia 1993     | 21    | 2      | Borussia Dortmund |
| 6  | OB      | José Fonte        | 22 grudnia 1983     | 28    | 0      | Dalian Yifang     |
| 13 | OB      | Rúben Dias        | 14 maja 1997        | 4     | 0      | SL Benfica        |
| 15 | OB      | Ricardo Pereira   | 6 października 1993 | 3     | 0      | FC Porto          |
| 19 | OB      | Mário Rui         | 27 maja 1991        | 1     | 0      | SSC Napoli        |
| 21 | OB      | Cédric Soares     | 31 sierpnia 1991    | 26    | 1      | Southampton F.C.  |
| 8  | PM      | João Moutinho     | 8 września 1986     | 107   | 7      | AS Monaco FC      |
| 10 | PM      | João Mário        | 19 stycznia 1993    | 33    | 11     | West Ham United   |
| 11 | PM      | Bernardo Silva    | 10 sierpnia 1994    | 22    | 2      | Manchester City   |
| 14 | PM      | William Carvalho  | 7 kwietnia 1992     | 40    | 2      | Sporting CP       |
| 16 | PM      | Bruno Fernandes   | 8 września 1994     | 4     | 0      | Sporting CP       |
| 23 | PM      | Adrien Silva      | 15 marca 1989       | 21    | 1      | Leicester City    |
| 7  | NP      | Cristiano Ronaldo | 5 lutego 1985       | 149   | 81     | Real Madryt       |
| 9  | NP      | André Silva       | 6 listopada 1992    | 20    | 11     | A.C. Milan        |
| 17 | NP      | Gonçalo Guedes    | 29 listopada 1996   | 7     | 1      | Valencia CF       |
| 18 | NP      | Gelson Martins    | 11 maja 1995        | 17    | 0      | Sporting CP       |
| 20 | NP      | Ricardo Quaresma  | 26 września 1983    | 74    | 9      | Beşiktaş JK       |

### Hiszpania
Trener:  Fernando Hierro
| Nr | Pozycja | Zawodnik          | Data urodzenia      | Mecze | Bramki | Klub              |
| -- | ------- | ----------------- | ------------------- | ----- | ------ | ----------------- |
| 1  | BR      | David de Gea      | 7 listopada 1990    | 28    | 0      | Manchester United |
| 13 | BR      | Kepa Arrizabalaga | 3 października 1994 | 1     | 0      | Athletic Bilbao   |
| 23 | BR      | Pepe Reina        | 31 sierpnia 1982    | 36    | 0      | SSC Napoli        |
| 12 | OB      | Álvaro Odriozola  | 14 grudnia 1995     | 3     | 1      | Real Sociedad     |
| 2  | OB      | Dani Carvajal     | 11 stycznia 1992    | 15    | 0      | Real Madryt       |
| 3  | OB      | Gerard Piqué      | 2 lutego 1987       | 97    | 5      | FC Barcelona      |
| 4  | OB      | Nacho             | 18 stycznia 1990    | 16    | 0      | Real Madryt       |
| 14 | OB      | César Azpilicueta | 26 lutego 1986      | 22    | 0      | Chelsea F.C.      |
| 15 | OB      | Sergio Ramos      | 30 marca 1986       | 151   | 13     | Real Madryt       |
| 16 | OB      | Nacho Monreal     | 26 lutego 1986      | 22    | 1      | Arsenal F.C.      |
| 18 | OB      | Jordi Alba        | 21 marca 1989       | 61    | 8      | FC Barcelona      |
| 5  | PM      | Sergio Busquets   | 16 lipca 1988       | 102   | 2      | FC Barcelona      |
| 6  | PM      | Andrés Iniesta    | 11 maja 1984        | 126   | 14     | FC Barcelona      |
| 7  | PM      | Saúl Ñíguez       | 21 listopada 1994   | 10    | 0      | Atlético Madryt   |
| 8  | PM      | Koke              | 8 stycznia 1992     | 39    | 0      | Atlético Madryt   |
| 10 | PM      | Thiago Alcântara  | 11 kwietnia 1991    | 28    | 2      | Bayern Monachium  |
| 20 | PM      | Marco Asensio     | 21 stycznia 1996    | 11    | 0      | Real Madryt       |
| 22 | PM      | Isco              | 21 kwietnia 1992    | 27    | 10     | Real Madryt       |
| 9  | NP      | Rodrigo Moreno    | 3 marca 1991        | 5     | 2      | Valencia CF       |
| 11 | NP      | Lucas Vázquez     | 1 lipca 1991        | 6     | 0      | Real Madryt       |
| 17 | NP      | Iago Aspas        | 1 sierpnia 1987     | 9     | 4      | Celta Vigo        |
| 19 | NP      | Diego Costa       | 7 października 1988 | 19    | 7      | Atlético Madryt   |
| 21 | NP      | David Silva       | 7 października 1988 | 120   | 35     | Manchester City   |

## Grupa C

### Australia
Trener:  Bert van Marwijk
| Nr | Pozycja | Zawodnik         | Data urodzenia      | Mecze | Bramki | Klub                     |
| -- | ------- | ---------------- | ------------------- | ----- | ------ | ------------------------ |
| 1  | BR      | Mathew Ryan      | 8 kwietnia 1992     | 44    | 0      | Brighton & Hove Albion   |
| 12 | BR      | Brad Jones       | 19 marca 1982       | 6     | 0      | Feyenoord                |
| 18 | BR      | Danny Vukovic    | 27 marca 1985       | 1     | 0      | KRC Genk                 |
| 2  | OB      | Milos Degenek    | 28 kwietnia 1994    | 18    | 0      | Yokohama F. Marinos      |
| 3  | OB      | James Meredith   | 5 kwietnia 1988     | 2     | 0      | Millwall F.C.            |
| 5  | OB      | Mark Milligan    | 4 sierpnia 1985     | 71    | 6      | Al-Ahli                  |
| 6  | OB      | Matthew Jurman   | 8 grudnia 1989      | 4     | 0      | Suwon Samsung Bluewings  |
| 16 | OB      | Aziz Behich      | 16 grudnia 1990     | 23    | 2      | Bursaspor                |
| 19 | OB      | Josh Risdon      | 27 lipca 1990       | 8     | 0      | Western Sydney Wanderers |
| 20 | OB      | Trent Sainsbury  | 5 stycznia 1992     | 35    | 3      | Grasshopper Club Zürich  |
| 8  | PM      | Massimo Luongo   | 25 września 1992    | 36    | 5      | Queens Park Rangers      |
| 13 | PM      | Aaron Mooy       | 15 września 1990    | 34    | 5      | Huddersfield Town        |
| 15 | PM      | Mile Jedinak     | 3 sierpnia 1984     | 76    | 18     | Aston Villa              |
| 22 | PM      | Jackson Irvine   | 7 marca 1993        | 19    | 2      | Hull City                |
| 23 | PM      | Tom Rogić        | 16 grudnia 1992     | 37    | 7      | Celtic F.C.              |
| 4  | NP      | Tim Cahill       | 6 grudnia 1979      | 106   | 50     | Millwall F.C.            |
| 7  | NP      | Mathew Leckie    | 4 lutego 1991       | 53    | 8      | Hertha BSC               |
| 9  | NP      | Tomi Juric       | 22 lipca 1991       | 35    | 8      | FC Luzern                |
| 10 | NP      | Robbie Kruse     | 5 października 1988 | 64    | 5      | VfL Bochum               |
| 11 | NP      | Andrew Nabbout   | 17 grudnia 1992     | 4     | 1      | Urawa Red Diamonds       |
| 14 | NP      | Jamie Maclaren   | 29 lipca 1993       | 6     | 0      | Hibernian F.C.           |
| 17 | NP      | Daniel Arzani    | 4 stycznia 1999     | 2     | 1      | Melbourne City           |
| 21 | NP      | Dimitri Petratos | 10 listopada 1992   | 2     | 0      | Newcastle Jets           |

### Dania
Trener:  Åge Hareide
| Nr | Pozycja | Zawodnik            | Data urodzenia      | Mecze | Bramki | Klub                     |
| -- | ------- | ------------------- | ------------------- | ----- | ------ | ------------------------ |
| 1  | BR      | Kasper Schmeichel   | 5 listopada 1986    | 35    | 0      | Leicester City           |
| 16 | BR      | Jonas Lössl         | 1 lutego 1989       | 1     | 0      | Huddersfield Town        |
| 22 | BR      | Frederik Rønnow     | 4 kwietnia 1992     | 6     | 0      | Brøndby IF               |
| 3  | OB      | Jannik Vestergaard  | 3 sierpnia 1992     | 16    | 1      | Borussia Mönchengladbach |
| 4  | OB      | Simon Kjær          | 26 marca 1989       | 78    | 3      | Sevilla FC               |
| 5  | OB      | Jonas Knudsen       | 16 września 1992    | 3     | 0      | Ipswich Town             |
| 6  | OB      | Andreas Christensen | 10 kwietnia 1996    | 16    | 1      | Chelsea F.C.             |
| 13 | OB      | Mathias Jørgensen   | 23 kwietnia 1990    | 12    | 0      | Huddersfield Town        |
| 14 | OB      | Henrik Dalsgaard    | 27 lipca 1989       | 11    | 0      | Brentford F.C.           |
| 17 | OB      | Jens Stryger Larsen | 21 lutego 1991      | 13    | 1      | Udinese Calcio           |
| 2  | PM      | Michael Krohn-Dehli | 6 czerwca 1983      | 59    | 6      | Deportivo La Coruña      |
| 7  | PM      | William Kvist       | 24 lutego 1989      | 80    | 2      | FC København             |
| 8  | PM      | Thomas Delaney      | 3 września 1991     | 27    | 4      | Werder Brema             |
| 10 | PM      | Christian Eriksen   | 14 lutego 1992      | 78    | 22     | Tottenham Hotspur        |
| 18 | PM      | Lukas Lerager       | 12 lipca 1993       | 4     | 0      | Girondins Bordeaux       |
| 19 | PM      | Lasse Schöne        | 27 maja 1986        | 36    | 3      | AFC Ajax                 |
| 9  | NP      | Nicolai Jørgensen   | 15 stycznia 1991    | 31    | 8      | Feyenoord                |
| 11 | NP      | Martin Braithwaite  | 5 czerwca 1991      | 20    | 1      | Girondins Bordeaux       |
| 12 | NP      | Kasper Dolberg      | 6 października 1997 | 6     | 1      | AFC Ajax                 |
| 15 | NP      | Viktor Fischer      | 9 czerwca 1994      | 19    | 3      | FC København             |
| 20 | NP      | Yussuf Poulsen      | 15 czerwca 1994     | 28    | 4      | RB Leipzig               |
| 21 | NP      | Andreas Cornelius   | 16 marca 1993       | 18    | 4      | Atalanta BC              |
| 23 | NP      | Pione Sisto         | 4 lutego 1995       | 14    | 1      | Celta Vigo               |

### Francja
Trener:  Didier Deschamps
| Nr | Pozycja | Zawodnik          | Data urodzenia    | Mecze | Bramki | Klub                |
| -- | ------- | ----------------- | ----------------- | ----- | ------ | ------------------- |
| 1  | BR      | Hugo Lloris       | 26 grudnia 1986   | 96    | 0      | Tottenham Hotspur   |
| 16 | BR      | Steve Mandanda    | 28 marca 1985     | 27    | 0      | Olympique Marsylia  |
| 23 | BR      | Alphonse Areola   | 27 lutego 1993    | 0     | 0      | Paris Saint-Germain |
| 2  | OB      | Benjamin Pavard   | 28 marca 1996     | 4     | 0      | VfB Stuttgart       |
| 3  | OB      | Presnel Kimpembe  | 13 sierpnia 1995  | 2     | 0      | Paris Saint-Germain |
| 4  | OB      | Raphaël Varane    | 25 kwietnia 1993  | 41    | 2      | Real Madryt         |
| 5  | OB      | Samuel Umtiti     | 14 listopada 1993 | 17    | 1      | FC Barcelona        |
| 17 | OB      | Adil Rami         | 27 grudnia 1985   | 34    | 1      | Olympique Marsylia  |
| 19 | OB      | Djibril Sidibé    | 29 lipca 1992     | 16    | 1      | AS Monaco           |
| 21 | OB      | Lucas Hernández   | 14 lutego 1996    | 3     | 0      | Atlético Madryt     |
| 22 | OB      | Benjamin Mendy    | 17 lipca 1994     | 5     | 0      | Manchester City     |
| 6  | PM      | Paul Pogba        | 15 marca 1993     | 52    | 9      | Manchester United   |
| 12 | PM      | Corentin Tolisso  | 3 sierpnia 1994   | 7     | 0      | Bayern Monachium    |
| 13 | PM      | N’Golo Kanté      | 29 marca 1991     | 22    | 1      | Chelsea F.C.        |
| 14 | PM      | Blaise Matuidi    | 9 kwietnia 1987   | 65    | 9      | Juventus F.C.       |
| 15 | PM      | Steven Nzonzi     | 15 grudnia 1988   | 3     | 0      | Sevilla FC          |
| 7  | NP      | Antoine Griezmann | 21 marca 1991     | 52    | 19     | Atlético Madryt     |
| 8  | NP      | Thomas Lemar      | 12 listopada 1995 | 10    | 3      | AS Monaco           |
| 9  | NP      | Olivier Giroud    | 30 września 1986  | 72    | 31     | Chelsea F.C.        |
| 10 | NP      | Kylian Mbappé     | 20 grudnia 1998   | 13    | 3      | AS Monaco           |
| 11 | NP      | Ousmane Dembélé   | 15 maja 1997      | 10    | 1      | FC Barcelona        |
| 18 | NP      | Nabil Fekir       | 18 lipca 1993     | 11    | 2      | Olympique Lyon      |
| 20 | NP      | Florian Thauvin   | 26 stycznia 1993  | 3     | 0      | Olympique Marsylia  |

### Peru
Trener:  Ricardo Gareca
| Nr | Pozycja | Zawodnik            | Data urodzenia       | Mecze | Bramki | Klub                                  |
| -- | ------- | ------------------- | -------------------- | ----- | ------ | ------------------------------------- |
| 1  | BR      | Pedro Gallese       | 23 lutego 1990       | 38    | 0      | Tiburones Rojos de Veracruz           |
| 12 | BR      | Carlos Cáceda       | 27 września 1991     | 4     | 0      | Club Centro Deportivo Municipal       |
| 21 | BR      | José Carvallo       | 1 marca 1986         | 6     | 0      | Club Universidad Técnica de Cajamarca |
| 2  | OB      | Alberto Rodríguez   | 31 marca 1984        | 59    | 0      | Atlético Junior                       |
| 3  | OB      | Aldo Corzo          | 20 maja 1989         | 25    | 0      | Universitario de Deportes             |
| 4  | OB      | Anderson Santamaría | 10 stycznia 1992     | 4     | 0      | Puebla FC                             |
| 5  | OB      | Miguel Araujo       | 24 października 1994 | 7     | 0      | Alianza Lima                          |
| 6  | OB      | Miguel Trauco       | 25 sierpnia 1992     | 27    | 0      | CR Flamengo                           |
| 15 | OB      | Christian Ramos     | 4 listopada 1988     | 66    | 3      | Tiburones Rojos de Veracruz           |
| 17 | OB      | Luis Advíncula      | 2 marca 1990         | 65    | 0      | Lobos BUAP                            |
| 22 | OB      | Nilson Loyola       | 26 października 1994 | 3     | 0      | FBC Melgar                            |
| 7  | PM      | Paolo Hurtado       | 27 lipca 1990        | 31    | 3      | Vitória SC                            |
| 8  | PM      | Christian Cueva     | 23 listopada 1991    | 44    | 8      | São Paulo FC                          |
| 13 | PM      | Renato Tapia        | 28 lipca 1995        | 23    | 1      | Feyenoord                             |
| 14 | PM      | Andy Polo           | 29 września 1994     | 17    | 1      | Portland Timbers                      |
| 16 | PM      | Wilder Cartagena    | 23 września 1994     | 3     | 0      | Tiburones Rojos de Veracruz           |
| 19 | PM      | Yoshimar Yotún      | 7 kwietnia 1990      | 73    | 2      | Orlando City                          |
| 23 | PM      | Pedro Aquino        | 13 kwietnia 1995     | 13    | 0      | Lobos BUAP                            |
| 9  | NP      | Paolo Guerrero      | 1 stycznia 1984      | 88    | 34     | CR Flamengo                           |
| 10 | NP      | Jefferson Farfán    | 26 października 1984 | 84    | 25     | Lokomotiw Moskwa                      |
| 11 | NP      | Raúl Ruidíaz        | 25 lipca 1990        | 30    | 4      | Monarcas Morelia                      |
| 18 | NP      | André Carrillo      | 14 czerwca 1991      | 45    | 5      | Watford F.C.                          |
| 20 | NP      | Édison Flores       | 14 maja 1994         | 29    | 9      | Aalborg BK                            |

## Grupa D

### Argentyna
Trener:  Jorge Sampaoli
| Nr | Pozycja | Zawodnik           | Data urodzenia       | Mecze | Bramki | Klub                |
| -- | ------- | ------------------ | -------------------- | ----- | ------ | ------------------- |
| 1  | BR      | Nahuel Guzmán      | 10 lutego 1986       | 6     | 0      | Tigres UANL         |
| 12 | BR      | Franco Armani      | 10 lutego 1986       | 0     | 0      | CA River Plate      |
| 23 | BR      | Willy Caballero    | 28 września 1981     | 3     | 0      | Chelsea F.C.        |
| 2  | OB      | Gabriel Mercado    | 18 marca 1987        | 20    | 3      | Sevilla             |
| 3  | OB      | Nicolás Tagliafico | 31 sierpnia 1992     | 4     | 0      | AFC Ajax            |
| 4  | OB      | Cristian Ansaldi   | 20 września 1986     | 5     | 0      | Torino FC           |
| 6  | OB      | Federico Fazio     | 17 marca 1987        | 9     | 1      | AS Roma             |
| 8  | OB      | Marcos Acuña       | 28 października 1991 | 10    | 0      | Sporting CP         |
| 14 | OB      | Javier Mascherano  | 8 czerwca 1984       | 143   | 3      | Hebei China Fortune |
| 16 | OB      | Marcos Rojo        | 20 marca 1990        | 56    | 1      | Manchester United   |
| 17 | OB      | Nicolás Otamendi   | 12 lutego 1988       | 54    | 4      | Manchester City     |
| 18 | OB      | Eduardo Salvio     | 13 lipca 1990        | 9     | 0      | SL Benfica          |
| 5  | PM      | Lucas Biglia       | 30 stycznia 1986     | 57    | 1      | A.C. Milan          |
| 7  | PM      | Éver Banega        | 29 czerwca 1988      | 62    | 6      | Sevilla             |
| 11 | PM      | Ángel Di María     | 14 lutego 1988       | 94    | 19     | Paris Saint-Germain |
| 13 | PM      | Maximiliano Meza   | 15 stycznia 1992     | 2     | 0      | CA Independiente    |
| 15 | PM      | Enzo Pérez         | 22 lutego 1986       | 23    | 1      | CA River Plate      |
| 20 | PM      | Giovani Lo Celso   | 9 kwietnia 1996      | 5     | 0      | Paris Saint-Germain |
| 22 | PM      | Cristian Pavón     | 21 stycznia 1996     | 5     | 0      | Boca Juniors        |
| 9  | NP      | Gonzalo Higuaín    | 10 grudnia 1987      | 71    | 31     | Juventus F.C.       |
| 10 | NP      | Lionel Messi       | 24 czerwca 1987      | 124   | 64     | FC Barcelona        |
| 19 | NP      | Sergio Agüero      | 2 czerwca 1988       | 85    | 37     | Manchester City     |
| 21 | NP      | Paulo Dybala       | 15 listopada 1993    | 12    | 0      | Juventus F.C.       |

### Chorwacja
Trener:  Zlatko Dalić
| Nr | Pozycja | Zawodnik          | Data urodzenia       | Mecze | Bramki | Klub                |
| -- | ------- | ----------------- | -------------------- | ----- | ------ | ------------------- |
| 1  | BR      | Dominik Livaković | 9 stycznia 1995      | 1     | 0      | Dinamo Zagrzeb      |
| 12 | BR      | Lovre Kalinić     | 3 kwietnia 1990      | 11    | 0      | KAA Gent            |
| 23 | BR      | Danijel Subašić   | 27 października 1984 | 38    | 0      | AS Monaco           |
| 2  | OB      | Šime Vrsaljko     | 10 stycznia 1992     | 35    | 0      | Atlético Madryt     |
| 3  | OB      | Ivan Strinić      | 17 lipca 1987        | 43    | 0      | UC Sampdoria        |
| 5  | OB      | Vedran Ćorluka    | 5 lutego 1986        | 99    | 4      | Lokomotiw Moskwa    |
| 6  | OB      | Dejan Lovren      | 5 lipca 1989         | 39    | 2      | Liverpool F.C.      |
| 13 | OB      | Tin Jedvaj        | 28 listopada 1995    | 12    | 0      | Bayer 04 Leverkusen |
| 15 | OB      | Duje Ćaleta-Car   | 17 września 1996     | 1     | 0      | Red Bull Salzburg   |
| 21 | OB      | Domagoj Vida      | 29 kwietnia 1989     | 59    | 2      | Beşiktaş JK         |
| 22 | OB      | Josip Pivarić     | 30 stycznia 1989     | 19    | 0      | Dynamo Kijów        |
| 7  | PM      | Ivan Rakitić      | 10 marca 1988        | 92    | 14     | FC Barcelona        |
| 8  | PM      | Mateo Kovačić     | 6 maja 1994          | 41    | 1      | Real Madryt         |
| 10 | PM      | Luka Modrić       | 9 września 1985      | 106   | 12     | Real Madryt         |
| 11 | PM      | Marcelo Brozović  | 16 listopada 1992    | 35    | 6      | Inter Mediolan      |
| 14 | PM      | Filip Bradarić    | 11 stycznia 1992     | 4     | 0      | HNK Rijeka          |
| 19 | PM      | Milan Badelj      | 25 lutego 1989       | 38    | 1      | ACF Fiorentina      |
| 4  | NP      | Ivan Perišić      | 2 lutego 1989        | 66    | 18     | Inter Mediolan      |
| 9  | NP      | Andrej Kramarić   | 19 czerwca 1988      | 31    | 9      | TSG 1899 Hoffenheim |
| 16 | NP      | Nikola Kalinić    | 5 sztycznia 1988     | 42    | 15     | A.C. Milan          |
| 17 | NP      | Mario Mandžukić   | 21 maja 1986         | 83    | 30     | Juventus F.C.       |
| 18 | NP      | Ante Rebić        | 21 września 1993     | 16    | 1      | Eintracht Frankfurt |
| 20 | NP      | Marko Pjaca       | 6 maja 1995          | 16    | 1      | FC Schalke 04       |

### Islandia
Trener:  Heimir Hallgrímsson
| Nr | Pozycja | Zawodnik                   | Data urodzenia       | Mecze | Bramki | Klub                     |
| -- | ------- | -------------------------- | -------------------- | ----- | ------ | ------------------------ |
| 1  | BR      | Hannes Þór Halldórsson     | 27 kwietnia 1984     | 49    | 0      | Randers FC               |
| 12 | BR      | Frederik Schram            | 19 stycznia 1995     | 4     | 0      | FC Roskilde              |
| 13 | BR      | Rúnar Alex Rúnarsson       | 18 lutego 1995       | 3     | 0      | FC Nordsjælland          |
| 2  | OB      | Birkir Sævarsson           | 11 listopada 1984    | 79    | 1      | Knattspyrnufélagið Valur |
| 5  | OB      | Sverrir Ingi Ingason       | 5 sierpnia 1993      | 20    | 3      | FK Rostów                |
| 6  | OB      | Ragnar Sigurðsson          | 19 czerwca 1986      | 77    | 3      | FK Rostów                |
| 14 | OB      | Kári Árnason               | 13 października 1982 | 67    | 5      | Aberdeen F.C.            |
| 15 | OB      | Hólmar Örn Eyjólfsson      | 6 sierpnia 1990      | 10    | 1      | Lewski Sofia             |
| 18 | OB      | Hörður Björgvin Magnússon  | 11 lutego 1993       | 16    | 2      | Bristol City F.C.        |
| 23 | OB      | Ari Freyr Skúlason         | 14 maja 1987         | 56    | 0      | KSC Lokeren              |
| 3  | PM      | Samúel Friðjónsson         | 22 lutego 1996       | 4     | 0      | Vålerenga Fotball        |
| 4  | PM      | Albert Guðmundsson         | 15 czerwca 1997      | 5     | 3      | PSV Eindhoven            |
| 7  | PM      | Jóhann Berg Guðmundsson    | 27 października 1990 | 67    | 7      | Burnley                  |
| 8  | PM      | Birkir Bjarnason           | 27 maja 1988         | 67    | 9      | Aston Villa              |
| 10 | PM      | Gylfi Sigurðsson           | 9 września 1989      | 57    | 19     | Everton F.C.             |
| 16 | PM      | Ólafur Ingi Skúlason       | 1 kwietnia 1983      | 36    | 1      | Kardemir Karabükspor     |
| 17 | PM      | Aron Gunnarsson            | 22 kwietnia 1989     | 77    | 2      | Cardiff City             |
| 19 | PM      | Rúrik Gíslason             | 25 lutego 1988       | 47    | 3      | SV Sandhausen            |
| 20 | PM      | Emil Hallfreðsson          | 29 czerwca 1984      | 64    | 1      | Udinese Calcio           |
| 21 | PM      | Arnór Ingvi Traustason     | 30 kwietnia 1993     | 19    | 5      | Malmö FF                 |
| 9  | NP      | Björn Bergmann Sigurðarson | 26 grudnia 1991      | 12    | 1      | FK Rostów                |
| 11 | NP      | Alfreð Finnbogason         | 1 lutego 1989        | 47    | 13     | Augsburg                 |
| 22 | NP      | Jón Daði Böðvarsson        | 25 maja 1992         | 38    | 2      | Reading                  |

### Nigeria
Trener:  Gernot Rohr
| Nr | Pozycja | Zawodnik               | Data urodzenia       | Mecze | Bramki | Klub                |
| -- | ------- | ---------------------- | -------------------- | ----- | ------ | ------------------- |
| 1  | BR      | Ikechukwu Ezenwa       | 16 października 1988 | 24    | 0      | Enyimba FC          |
| 16 | BR      | Daniel Akpeyi          | 8 marca 1986         | 7     | 0      | Chippa United       |
| 23 | BR      | Francis Uzoho          | 28 października 1998 | 6     | 0      | Deportivo La Coruña |
| 2  | OB      | Brian Idowu            | 18 maja 1992         | 5     | 1      | Amkar Perm          |
| 3  | OB      | Uwa Elderson Echiéjilé | 20 stycznia 1988     | 62    | 3      | Cercle Brugge       |
| 5  | OB      | William Troost-Ekong   | 1 września 1993      | 22    | 1      | Bursaspor           |
| 6  | OB      | Leon Balogun           | 28 czerwca 1988      | 19    | 0      | 1. FSV Mainz 05     |
| 12 | OB      | Shehu Abdullahi        | 12 marca 1993        | 25    | 0      | Bursaspor           |
| 20 | OB      | Chidozie Awaziem       | 1 stycznia 1997      | 4     | 0      | FC Nantes           |
| 21 | OB      | Tyronne Ebuehi         | 16 grudnia 1995      | 7     | 0      | ADO Den Haag        |
| 22 | OB      | Kenneth Omeruo         | 17 października 1993 | 39    | 0      | Kasımpaşa SK        |
| 4  | PM      | Wilfred Ndidi          | 16 grudnia 1996      | 17    | 0      | Leicester City      |
| 8  | PM      | Oghenekaro Etebo       | 9 listopada 1995     | 14    | 1      | UD Las Palmas       |
| 10 | PM      | John Obi Mikel         | 22 kwietnia 1987     | 85    | 6      | Tianjin Teda        |
| 15 | PM      | Joel Obi               | 22 maja 1991         | 17    | 0      | Torino FC           |
| 17 | PM      | Ogenyi Onazi           | 25 grudnia 1992      | 52    | 1      | Trabzonspor         |
| 19 | PM      | John Ogu               | 20 kwietnia 1988     | 20    | 2      | Hapoel Beer Szewa   |
| 7  | NP      | Ahmed Musa             | 14 października 1992 | 72    | 13     | CSKA Moskwa         |
| 9  | NP      | Odion Ighalo           | 16 czerwca 1989      | 19    | 4      | Changchun Yatai     |
| 11 | NP      | Victor Moses           | 12 grudnia 1990      | 34    | 11     | Chelsea F.C.        |
| 13 | NP      | Simeon Nwankwo         | 7 maja 1992          | 2     | 0      | Crotone             |
| 14 | NP      | Kelechi Iheanacho      | 10 marca 1996        | 18    | 8      | Leicester City      |
| 18 | NP      | Alex Iwobi             | 3 maja 1996          | 19    | 5      | Arsenal F.C.        |

## Grupa E

### Brazylia
Trener:  Tite
| Nr | Pozycja | Zawodnik              | Data urodzenia      | Mecze | Bramki | Klub                 |
| -- | ------- | --------------------- | ------------------- | ----- | ------ | -------------------- |
| 1  | BR      | Alisson Becker        | 2 października 1992 | 26    | 0      | AS Roma              |
| 16 | BR      | Cássio Ramos          | 6 czerwca 1987      | 1     | 0      | Corinthians Paulista |
| 23 | BR      | Ederson Moraes        | 17 sierpnia 1993    | 1     | 0      | Manchester City      |
| 2  | OB      | Thiago Silva          | 22 września 1984    | 71    | 5      | Paris Saint-Germain  |
| 3  | OB      | Miranda               | 7 września 1984     | 47    | 2      | Inter Mediolan       |
| 4  | OB      | Pedro Geromel         | 21 września 1985    | 2     | 0      | Grêmio Porto Alegre  |
| 6  | OB      | Filipe Luís           | 9 sierpnia 1985     | 33    | 2      | Atlético Madryt      |
| 12 | OB      | Marcelo               | 12 maja 1988        | 54    | 6      | Real Madryt          |
| 13 | OB      | Marquinhos            | 14 maja 1994        | 26    | 0      | Paris Saint-Germain  |
| 14 | OB      | Danilo                | 15 lipca 1991       | 18    | 0      | Manchester City      |
| 22 | OB      | Fágner Conserva Lemos | 11 czerwca 1989     | 4     | 0      | Corinthians Paulista |
| 5  | PM      | Casemiro              | 23 lutego 1992      | 24    | 0      | Real Madryt          |
| 8  | PM      | Renato Augusto        | 8 lutego 1988       | 28    | 5      | Beijing Guo’an       |
| 11 | PM      | Philippe Coutinho     | 12 czerwca 1992     | 37    | 10     | FC Barcelona         |
| 15 | PM      | Paulinho              | 25 lipca 1988       | 50    | 12     | FC Barcelona         |
| 17 | PM      | Fernandinho           | 25 lipca 1988       | 44    | 2      | Manchester City      |
| 18 | PM      | Fred                  | 5 marca 1993        | 8     | 0      | Szachtar Donieck     |
| 19 | PM      | Willian               | 9 sierpnia 1988     | 58    | 8      | Chelsea F.C.         |
| 7  | NP      | Douglas Costa         | 14 września 1990    | 25    | 3      | Juventus F.C.        |
| 9  | NP      | Gabriel Jesus         | 3 kwietnia 1997     | 17    | 10     | Manchester City      |
| 10 | NP      | Neymar                | 5 lutego 1992       | 85    | 55     | Paris Saint-Germain  |
| 20 | NP      | Roberto Firmino       | 2 października 1991 | 21    | 6      | Liverpool F.C.       |
| 20 | NP      | Taison                | 17 stycznia 1988    | 8     | 1      | Szachtar Donieck     |

### Kostaryka
Trener:  Óscar Ramírez
| Nr | Pozycja | Zawodnik           | Data urodzenia       | Mecze | Bramki | Klub                |
| -- | ------- | ------------------ | -------------------- | ----- | ------ | ------------------- |
| 1  | BR      | Keylor Navas       | 15 grudnia 1986      | 81    | 0      | Real Madryt         |
| 18 | BR      | Patrick Pemberton  | 24 kwietnia 1982     | 39    | 0      | LD Alajuelense      |
| 23 | BR      | Leonel Moreira     | 2 kwietnia 1990      | 9     | 0      | CS Herediano        |
| 2  | OB      | Johnny Acosta      | 21 lipca 1983        | 69    | 2      | Rionegro Águilas    |
| 3  | OB      | Giancarlo González | 8 lutego 1988        | 70    | 2      | Bologna FC          |
| 4  | OB      | Ian Smith          | 6 marca 1998         | 4     | 0      | IFK Norrköping      |
| 6  | OB      | Óscar Duarte       | 3 czerwca 1989       | 39    | 2      | RCD Espanyol        |
| 8  | OB      | Bryan Oviedo       | 18 lutego 1990       | 44    | 1      | Sunderland A.F.C.   |
| 15 | OB      | Francisco Calvo    | 8 lipca 1992         | 38    | 4      | Minnesota United    |
| 16 | OB      | Cristian Gamboa    | 24 października 1989 | 68    | 3      | Celtic F.C.         |
| 19 | OB      | Kendall Waston     | 1 stycznia 1988      | 26    | 3      | Vancouver Whitecaps |
| 22 | OB      | Kenner Gutiérrez   | 9 czerwca 1989       | 9     | 0      | LD Alajuelense      |
| 5  | PM      | Celso Borges       | 27 maja 1988         | 113   | 21     | Deportivo La Coruña |
| 7  | PM      | Christian Bolaños  | 17 maja 1984         | 81    | 6      | Deportivo Saprissa  |
| 9  | PM      | Daniel Colindres   | 10 stycznia 1985     | 11    | 0      | Deportivo Saprissa  |
| 10 | PM      | Bryan Ruiz         | 18 sierpnia 1985     | 110   | 24     | Sporting CP         |
| 13 | PM      | Rodney Wallace     | 17 czerwca 1988      | 30    | 4      | New York City       |
| 14 | PM      | Randall Azofeifa   | 30 grudnia 1984      | 58    | 3      | CS Herediano        |
| 17 | PM      | Yeltsin Tejeda     | 17 marca 1992        | 51    | 0      | Lausanne Sports     |
| 20 | PM      | David Guzmán       | 18 lutego 1990       | 43    | 0      | Portland Timbers    |
| 11 | NP      | Johan Venegas      | 27 listopada 1988    | 47    | 10     | Deportivo Saprissa  |
| 12 | NP      | Joel Campbell      | 26 czerwca 1992      | 77    | 15     | Real Betis          |
| 21 | NP      | Marco Ureña        | 5 marca 1990         | 64    | 15     | Los Angeles FC      |

### Serbia
Trener:  Mladen Krstajić
| Nr | Pozycja | Zawodnik                | Data urodzenia       | Mecze | Bramki | Klub                |
| -- | ------- | ----------------------- | -------------------- | ----- | ------ | ------------------- |
| 1  | BR      | Vladimir Stojković      | 28 lipca 1983        | 81    | 0      | FK Partizan         |
| 12 | BR      | Predrag Rajković        | 31 października 1995 | 8     | 0      | Maccabi Tel Awiw    |
| 23 | BR      | Marko Dmitrović         | 24 stycznia 1992     | 2     | 0      | SD Eibar            |
| 2  | OB      | Antonio Rukavina        | 26 stycznia 1984     | 47    | 0      | Villarreal CF       |
| 3  | OB      | Duško Tošić             | 19 stycznia 1985     | 24    | 1      | Beşiktaş JK         |
| 5  | OB      | Uroš Spajić             | 13 lutego 1993       | 5     | 0      | RSC Anderlecht      |
| 6  | OB      | Branislav Ivanović      | 22 lutego 1984       | 103   | 13     | Zenit Petersburg    |
| 11 | OB      | Aleksandar Kolarov      | 10 listopada 1985    | 76    | 10     | AS Roma             |
| 13 | OB      | Miloš Veljković         | 26 września 1995     | 2     | 0      | Werder Brema        |
| 14 | OB      | Milan Rodić             | 2 kwietnia 1991      | 1     | 0      | FK Crvena zvezda    |
| 15 | OB      | Nikola Milenković       | 12 października 1995 | 3     | 0      | ACF Fiorentina      |
| 4  | PM      | Luka Milivojević        | 7 kwietnia 1991      | 28    | 1      | Crystal Palace      |
| 7  | PM      | Andrija Živković        | 11 lipca 1996        | 10    | 0      | SL Benfica          |
| 10 | PM      | Dušan Tadić             | 20 listopada 1988    | 53    | 13     | Southampton F.C.    |
| 16 | PM      | Marko Grujić            | 13 kwietnia 1996     | 8     | 0      | Cardiff City        |
| 17 | PM      | Filip Kostić            | 1 listopada 1992     | 23    | 2      | Hamburger SV        |
| 20 | PM      | Sergej Milinković-Savić | 27 lutego 1995       | 4     | 0      | S.S. Lazio          |
| 21 | PM      | Nemanja Matić           | 1 sierpnia 1988      | 40    | 2      | Manchester United   |
| 22 | PM      | Adem Ljajić             | 29 września 1991     | 29    | 6      | Torino FC           |
| 8  | NP      | Aleksandar Prijović     | 21 kwietnia 1990     | 9     | 1      | PAOK FC             |
| 9  | NP      | Aleksandar Mitrović     | 16 września 1990     | 37    | 16     | Fulham F.C.         |
| 18 | NP      | Nemanja Radonjić        | 15 lutego 1996       | 3     | 0      | FK Crvena zvezda    |
| 19 | NP      | Luka Jović              | 23 grudnia 1997      | 1     | 0      | Eintracht Frankfurt |

### Szwajcaria
Trener:  Vladimir Petković
| Nr | Pozycja | Zawodnik             | Data urodzenia       | Mecze | Bramki | Klub                     |
| -- | ------- | -------------------- | -------------------- | ----- | ------ | ------------------------ |
| 1  | BR      | Yann Sommer          | 17 grudnia 1988      | 35    | 0      | Borussia Mönchengladbach |
| 12 | BR      | Yvon Mvogo           | 6 czerwca 1994       | 0     | 0      | RB Leipzig               |
| 21 | BR      | Roman Bürki          | 14 listopada 1990    | 9     | 0      | Borussia Dortmund        |
| 2  | OB      | Stephan Lichtsteiner | 16 stycznia 1984     | 100   | 8      | Juventus F.C.            |
| 3  | OB      | François Moubandje   | 21 czerwca 1990      | 18    | 0      | Toulouse FC              |
| 4  | OB      | Nico Elvedi          | 30 września 1996     | 6     | 0      | Borussia Mönchengladbach |
| 5  | OB      | Manuel Akanji        | 19 lipca 1995        | 7     | 0      | Borussia Dortmund        |
| 6  | OB      | Michael Lang         | 8 lutego 1991        | 24    | 2      | FC Basel                 |
| 13 | OB      | Ricardo Rodríguez    | 25 sierpnia 1992     | 53    | 5      | A.C. Milan               |
| 20 | OB      | Johan Djourou        | 18 stycznia 1987     | 74    | 2      | Antalyaspor              |
| 22 | OB      | Fabian Schär         | 30 grudnia 1991      | 39    | 7      | Deportivo La Coruña      |
| 8  | PM      | Remo Freuler         | 15 kwietnia 1992     | 10    | 0      | Atalanta BC              |
| 10 | PM      | Granit Xhaka         | 27 września 1992     | 62    | 9      | Arsenal F.C.             |
| 11 | PM      | Valon Behrami        | 19 kwietnia 1985     | 79    | 2      | Udinese Calcio           |
| 14 | PM      | Steven Zuber         | 17 kwietnia 1991     | 12    | 3      | TSG 1899 Hoffenheim      |
| 15 | PM      | Blerim Džemaili      | 12 kwietnia 1986     | 65    | 9      | Bologna FC               |
| 16 | PM      | Gelson Fernandes     | 2 września 1986      | 67    | 2      | Eintracht Frankfurt      |
| 17 | PM      | Denis Zakaria        | 20 listopada 1996    | 10    | 0      | Borussia Mönchengladbach |
| 23 | PM      | Xherdan Shaqiri      | 10 października 1991 | 70    | 20     | Stoke City               |
| 7  | NP      | Breel Embolo         | 14 lutego 1997       | 25    | 3      | FC Schalke 04            |
| 9  | NP      | Haris Seferović      | 9 lutego 1992        | 51    | 12     | SL Benfica               |
| 18 | NP      | Mario Gavranović     | 24 listopada 1989    | 14    | 5      | Dinamo Zagrzeb           |
| 19 | NP      | Josip Drmić          | 8 sierpnia 1992      | 29    | 9      | Borussia Mönchengladbach |

## Grupa F

### Niemcy
Trener:  Joachim Löw
| Nr | Pozycja | Zawodnik              | Data urodzenia       | Mecze | Bramki | Klub                     |
| -- | ------- | --------------------- | -------------------- | ----- | ------ | ------------------------ |
| 1  | BR      | Manuel Neuer          | 27 marca 1986        | 75    | 0      | Bayern Monachium         |
| 12 | BR      | Kevin Trapp           | 8 lipca 1990         | 3     | 0      | Paris Saint-Germain      |
| 22 | BR      | Marc-André ter Stegen | 30 kwietnia 1992     | 19    | 0      | FC Barcelona             |
| 2  | OB      | Marvin Plattenhardt   | 26 stycznia 1992     | 6     | 0      | Hertha BSC               |
| 3  | OB      | Jonas Hector          | 27 maja 1990         | 38    | 3      | 1. FC Köln               |
| 4  | OB      | Matthias Ginter       | 19 stycznia 1994     | 18    | 0      | Borussia Mönchengladbach |
| 5  | OB      | Mats Hummels          | 16 grudnia 1988      | 64    | 5      | Bayern Monachium         |
| 15 | OB      | Niklas Süle           | 3 września 1995      | 11    | 0      | Bayern Monachium         |
| 16 | OB      | Antonio Rüdiger       | 3 marca 1993         | 24    | 1      | Chelsea F.C.             |
| 17 | OB      | Jérôme Boateng        | 3 września 1988      | 71    | 1      | Bayern Monachium         |
| 18 | OB      | Joshua Kimmich        | 8 lutego 1995        | 29    | 3      | Bayern Monachium         |
| 6  | PM      | Sami Khedira          | 4 kwietnia 1987      | 75    | 7      | Juventus F.C.            |
| 7  | PM      | Julian Draxler        | 20 września 1993     | 44    | 6      | Paris Saint-Germain      |
| 8  | PM      | Toni Kroos            | 4 stycznia 1990      | 82    | 12     | Real Madryt              |
| 10 | PM      | Mesut Özil            | 15 października 1988 | 90    | 23     | Arsenal F.C.             |
| 13 | PM      | Thomas Müller         | 13 września 1989     | 90    | 38     | Bayern Monachium         |
| 14 | PM      | Leon Goretzka         | 6 lutego 1995        | 15    | 6      | FC Schalke 04            |
| 19 | PM      | Sebastian Rudy        | 28 lutego 1990       | 25    | 1      | Bayern Monachium         |
| 20 | PM      | Julian Brandt         | 2 maja 1996          | 15    | 1      | Bayer 04 Leverkusen      |
| 21 | PM      | İlkay Gündoğan        | 24 października 1990 | 25    | 4      | Manchester City          |
| 9  | NP      | Timo Werner           | 6 marca 1996         | 13    | 7      | RB Leipzig               |
| 11 | NP      | Marco Reus            | 31 maja 1989         | 30    | 9      | Borussia Dortmund        |
| 23 | NP      | Mario Gómez           | 10 lipca 1985        | 74    | 31     | VfB Stuttgart            |

### Meksyk
Trener:  Juan Carlos Osorio
| Nr | Pozycja | Zawodnik             | Data urodzenia       | Mecze | Bramki | Klub                |
| -- | ------- | -------------------- | -------------------- | ----- | ------ | ------------------- |
| 1  | BR      | Jose de Jesus Corona | 26 stycznia 1981     | 52    | 0      | Cruz Azul           |
| 12 | BR      | Alfredo Talavera     | 18 września 1982     | 27    | 0      | Toluca              |
| 13 | BR      | Guillermo Ochoa      | 13 lipca 1985        | 94    | 0      | Standard Liège      |
| 2  | OB      | Hugo Ayala           | 31 marca 1987        | 43    | 1      | Tigres UANL         |
| 3  | OB      | Carlos Salcedo       | 29 września 1993     | 21    | 0      | Eintracht Frankfurt |
| 4  | OB      | Rafael Márquez       | 13 września 1979     | 145   | 18     | Club Atlas          |
| 15 | OB      | Héctor Moreno        | 17 stycznia 1988     | 92    | 3      | Real Sociedad       |
| 16 | OB      | Héctor Herrera       | 19 kwietnia 1990     | 66    | 5      | FC Porto            |
| 21 | OB      | Edson Álvarez        | 24 października 1997 | 13    | 1      | Club América        |
| 5  | PM      | Erick Gutiérrez      | 15 czerwca 1995      | 9     | 0      | CF Pachuca          |
| 6  | PM      | Jonathan dos Santos  | 26 kwietnia 1990     | 32    | 0      | Los Angeles Galaxy  |
| 7  | PM      | Miguel Layún         | 25 czerwca 1988      | 64    | 6      | Sevilla FC          |
| 10 | PM      | Giovani dos Santos   | 11 maja 1989         | 105   | 19     | Los Angeles Galaxy  |
| 17 | PM      | Jesús Manuel Corona  | 6 stycznia 1993      | 36    | 7      | FC Porto            |
| 18 | PM      | Andrés Guardado      | 28 września 1986     | 145   | 25     | Real Betis          |
| 20 | PM      | Javier Aquino        | 11 lutego 1990       | 53    | 0      | Tigres UANL         |
| 23 | PM      | Jesús Gallardo       | 15 sierpnia 1994     | 23    | 0      | Pumas UNAM          |
| 8  | NP      | Marco Fabián         | 21 lipca 1989        | 39    | 9      | Eintracht Frankfurt |
| 9  | NP      | Raúl Jiménez         | 5 maja 1991          | 63    | 13     | SL Benfica          |
| 11 | NP      | Carlos Vela          | 1 marca 1989         | 68    | 18     | Los Angeles FC      |
| 14 | NP      | Javier Hernández     | 1 czerwca 1988       | 102   | 49     | West Ham United     |
| 19 | NP      | Oribe Peralta        | 12 stycznia 1984     | 67    | 26     | Club América        |
| 22 | NP      | Hirving Lozano       | 30 lipca 1995        | 28    | 7      | PSV Eindhoven       |

### Korea Południowa
Trener:  Shin Tae-yong
| Nr | Pozycja | Zawodnik        | Data urodzenia       | Mecze | Bramki | Klub                   |
| -- | ------- | --------------- | -------------------- | ----- | ------ | ---------------------- |
| 1  | BR      | Kim Seung-gyu   | 30 września 1990     | 33    | 0      | Vissel Kobe            |
| 21 | BR      | Kim Jin-hyeon   | 6 lipca 1987         | 15    | 0      | Cerezo Osaka           |
| 23 | BR      | Jo Hyeon-woo    | 25 września 1991     | 6     | 0      | Daegu FC               |
| 2  | OB      | Lee Yong        | 24 grudnia 1986      | 28    | 0      | Jeonbuk Hyundai Motors |
| 3  | OB      | Jung Seung-hyun | 3 kwietnia 1994      | 6     | 0      | Sagan Tosu             |
| 4  | OB      | Oh Ban-suk      | 20 maja 1988         | 2     | 0      | Jeju United            |
| 5  | OB      | Yun Young-sun   | 4 października 1988  | 6     | 0      | Seongnam FC            |
| 6  | OB      | Park Joo-ho     | 16 stycznia 1987     | 36    | 0      | Ulsan Hyundai          |
| 12 | OB      | Kim Min-woo     | 25 lutego 1990       | 20    | 1      | Sangju Sangmu          |
| 14 | OB      | Hong Chul       | 17 września 1990     | 14    | 0      | Sangju Sangmu          |
| 19 | OB      | Kim Young-gwon  | 27 lutego 1990       | 53    | 2      | Guangzhou Evergrande   |
| 20 | OB      | Jang Hyun-soo   | 28 września 1991     | 51    | 3      | F.C. Tokyo             |
| 22 | OB      | Go Yo-han       | 10 marca 1988        | 20    | 0      | FC Seoul               |
| 8  | PM      | Ju Se-jong      | 30 października 1990 | 11    | 1      | Asan Mugunghwa         |
| 10 | PM      | Lee Seung-woo   | 6 stycznia 1998      | 4     | 0      | Hellas Verona          |
| 13 | PM      | Koo Ja-cheol    | 27 lutego 1989       | 68    | 19     | FC Augsburg            |
| 15 | PM      | Jung Woo-young  | 14 grudnia 1989      | 30    | 1      | Vissel Kobe            |
| 16 | PM      | Ki Sung-yueng   | 24 stycznia 1989     | 102   | 10     | Swansea City           |
| 17 | PM      | Lee Jae-sung    | 10 kwietnia 1992     | 35    | 6      | Jeonbuk Hyundai Motors |
| 18 | PM      | Moon Seon-min   | 9 czerwca 1992       | 3     | 1      | Incheon United         |
| 7  | NP      | Son Heung-min   | 8 lipca 1992         | 67    | 21     | Tottenham Hotspur      |
| 9  | NP      | Kim Shin-wook   | 14 kwietnia 1988     | 50    | 10     | Jeonbuk Hyundai Motors |
| 11 | NP      | Hwang Hee-chan  | 26 stycznia 1996     | 14    | 2      | Red Bull Salzburg      |

### Szwecja
Trener:  Janne Andersson
| Nr | Pozycja | Zawodnik             | Data urodzenia       | Mecze | Bramki | Klub              |
| -- | ------- | -------------------- | -------------------- | ----- | ------ | ----------------- |
| 1  | BR      | Robin Olsen          | 8 stycznia 1990      | 18    | 0      | FC København      |
| 12 | BR      | Karl-Johan Johnsson  | 28 stycznia 1990     | 5     | 0      | En Avant Guingamp |
| 23 | BR      | Kristoffer Nordfeldt | 23 czerwca 1989      | 8     | 0      | Swansea City      |
| 2  | OB      | Mikael Lustig        | 13 grudnia 1986      | 66    | 6      | Celtic F.C.       |
| 3  | OB      | Victor Lindelöf      | 17 lipca 1994        | 21    | 1      | Manchester United |
| 4  | OB      | Andreas Granqvist    | 16 kwietnia 1985     | 72    | 6      | FK Krasnodar      |
| 5  | OB      | Martin Olsson        | 17 maja 1988         | 43    | 5      | Swansea City      |
| 6  | OB      | Ludwig Augustinsson  | 21 kwietnia 1994     | 15    | 0      | Werder Brema      |
| 14 | OB      | Filip Helander       | 22 kwietnia 1993     | 4     | 0      | Bologna FC        |
| 16 | OB      | Emil Krafth          | 2 sierpnia 1994      | 14    | 0      | Bologna FC        |
| 18 | OB      | Pontus Jansson       | 13 lutego 1991       | 15    | 0      | Leeds United      |
| 7  | PM      | Sebastian Larsson    | 6 czerwca 1985       | 100   | 6      | Hull City         |
| 8  | PM      | Albin Ekdal          | 28 lipca 1989        | 34    | 0      | Hamburger SV      |
| 10 | PM      | Emil Forsberg        | 23 października 1991 | 36    | 6      | RB Leipzig        |
| 13 | PM      | Gustav Svensson      | 7 lutego 1987        | 13    | 0      | Seattle Sounders  |
| 15 | PM      | Oscar Hiljemark      | 28 czerwca 1992      | 22    | 2      | Genoa CFC         |
| 17 | PM      | Viktor Claesson      | 2 stycznia 1992      | 22    | 3      | FK Krasnodar      |
| 19 | PM      | Marcus Rohdén        | 11 maja 1991         | 12    | 1      | FC Crotone        |
| 21 | PM      | Jimmy Durmaz         | 22 marca 1989        | 45    | 3      | Toulouse FC       |
| 9  | NP      | Marcus Berg          | 17 sierpnia 1986     | 57    | 18     | Al-Ain FC         |
| 11 | NP      | John Guidetti        | 15 kwietnia 1992     | 20    | 1      | Deportivo Alavés  |
| 20 | NP      | Ola Toivonen         | 3 lipca 1986         | 59    | 13     | Toulouse FC       |
| 22 | NP      | Isaac Kiese Thelin   | 24 czerwca 1992      | 20    | 2      | Waasland-Beveren  |

## Grupa G

### Belgia
Trener:  Roberto Martínez
| Nr | Pozycja | Zawodnik           | Data urodzenia      | Mecze | Bramki | Klub                     |
| -- | ------- | ------------------ | ------------------- | ----- | ------ | ------------------------ |
| 1  | BR      | Thibaut Courtois   | 11 maja 1992        | 58    | 0      | Chelsea F.C.             |
| 12 | BR      | Simon Mignolet     | 6 marca 1988        | 21    | 0      | Liverpool F.C.           |
| 13 | BR      | Koen Casteels      | 25 czerwca 1992     | 0     | 0      | VfL Wolfsburg            |
| 2  | OB      | Toby Alderweireld  | 2 marca 1989        | 77    | 3      | Tottenham Hotspur        |
| 3  | OB      | Thomas Vermaelen   | 14 listopada 1985   | 66    | 1      | FC Barcelona             |
| 4  | OB      | Vincent Kompany    | 10 kwietnia 1986    | 77    | 4      | Manchester City          |
| 5  | OB      | Jan Vertonghen     | 24 kwietnia 1987    | 102   | 8      | Tottenham Hotspur        |
| 15 | OB      | Thomas Meunier     | 12 września 1991    | 25    | 5      | Paris Saint-Germain      |
| 20 | OB      | Dedryck Boyata     | 28 listopada 1990   | 7     | 0      | Celtic F.C.              |
| 23 | OB      | Leander Dendoncker | 15 kwietnia 1995    | 5     | 0      | RSC Anderlecht           |
| 6  | PM      | Axel Witsel        | 12 stycznia 1989    | 90    | 9      | Tianjin Quanjian         |
| 7  | PM      | Kevin De Bruyne    | 28 czerwca 1991     | 62    | 14     | Manchester City          |
| 8  | PM      | Marouane Fellaini  | 22 listopada 1987   | 82    | 17     | Manchester United        |
| 10 | PM      | Eden Hazard        | 7 stycznia 1991     | 86    | 22     | Chelsea F.C.             |
| 11 | PM      | Yannick Carrasco   | 4 września 1993     | 26    | 5      | Dalian Yifang            |
| 16 | PM      | Thorgan Hazard     | 29 marca 1993       | 11    | 1      | Borussia Mönchengladbach |
| 17 | PM      | Youri Tielemans    | 7 maja 1997         | 9     | 0      | AS Monaco                |
| 19 | PM      | Moussa Dembélé     | 16 lipca 1987       | 76    | 5      | Tottenham Hotspur        |
| 22 | PM      | Nacer Chadli       | 2 sierpnia 1989     | 45    | 5      | West Bromwich Albion     |
| 9  | NP      | Romelu Lukaku      | 13 maja 1993        | 69    | 36     | Manchester United        |
| 14 | NP      | Dries Mertens      | 6 maja 1987         | 69    | 14     | SSC Napoli               |
| 18 | NP      | Adnan Januzaj      | 5 lutego 1995       | 8     | 0      | Real Sociedad            |
| 21 | NP      | Michy Batshuayi    | 2 października 1993 | 16    | 7      | Borussia Dortmund        |

### Anglia
Trener:  Gareth Southgate
| Nr | Pozycja | Zawodnik               | Data urodzenia       | Mecze | Bramki | Klub              |
| -- | ------- | ---------------------- | -------------------- | ----- | ------ | ----------------- |
| 1  | BR      | Jordan Pickford        | 7 marca 1994         | 3     | 0      | Everton F.C.      |
| 13 | BR      | Jack Butland           | 10 marca 1993        | 8     | 0      | Stoke City        |
| 23 | BR      | Nick Pope              | 19 kwietnia 1992     | 1     | 0      | Burnley F.C.      |
| 2  | OB      | Kyle Walker            | 28 maja 1990         | 35    | 0      | Manchester City   |
| 3  | OB      | Danny Rose             | 2 lipca 1990         | 18    | 0      | Tottenham Hotspur |
| 5  | OB      | John Stones            | 28 maja 1994         | 26    | 0      | Manchester City   |
| 6  | OB      | Harry Maguire          | 5 marca 1993         | 5     | 0      | Leicester City    |
| 12 | OB      | Kieran Trippier        | 19 września 1990     | 7     | 0      | Tottenham Hotspur |
| 15 | OB      | Gary Cahill            | 19 grudnia 1985      | 60    | 5      | Chelsea F.C.      |
| 16 | OB      | Phil Jones             | 21 lutego 1992       | 25    | 0      | Manchester United |
| 17 | OB      | Fabian Delph           | 21 listopada 1989    | 11    | 0      | Manchester City   |
| 18 | OB      | Ashley Young           | 9 lipca 1985         | 34    | 7      | Manchester United |
| 22 | OB      | Trent Alexander-Arnold | 7 października 1998  | 1     | 0      | Liverpool F.C.    |
| 4  | PM      | Eric Dier              | 15 stycznia 1994     | 26    | 3      | Tottenham Hotspur |
| 7  | PM      | Jesse Lingard          | 15 grudnia 1992      | 12    | 1      | Manchester United |
| 8  | PM      | Jordan Henderson       | 17 czerwca 1990      | 39    | 0      | Liverpool F.C.    |
| 20 | PM      | Dele Alli              | 11 kwietnia 1996     | 25    | 2      | Tottenham Hotspur |
| 21 | PM      | Ruben Loftus-Cheek     | 23 stycznia 1996     | 4     | 0      | Crystal Palace    |
| 9  | NP      | Harry Kane             | 28 lipca 1993        | 24    | 13     | Tottenham Hotspur |
| 10 | NP      | Raheem Sterling        | 8 grudnia 1994       | 38    | 2      | Manchester City   |
| 11 | NP      | Jamie Vardy            | 11 stycznia 1987     | 22    | 7      | Leicester City    |
| 14 | NP      | Danny Welbeck          | 26 listopada 1990    | 39    | 16     | Arsenal F.C.      |
| 19 | NP      | Marcus Rashford        | 31 października 1997 | 19    | 3      | Manchester United |

### Panama
Trener:  Hernán Darío Gómez
| Nr | Pozycja | Zawodnik            | Data urodzenia       | Mecze | Bramki | Klub                      |
| -- | ------- | ------------------- | -------------------- | ----- | ------ | ------------------------- |
| 1  | BR      | Jaime Penedo        | 26 września 1981     | 134   | 0      | FC Dinamo Bukareszt       |
| 12 | BR      | José Calderón       | 14 sierpnia 1985     | 31    | 0      | Deportivo Gustatoya       |
| 22 | BR      | Alex Rodríguez      | 5 sierpnia 1990      | 6     | 0      | San Francisco FC          |
| 2  | OB      | Michael Murillo     | 11 lutego 1996       | 24    | 2      | New York Red Bulls        |
| 3  | OB      | Harold Cummings     | 1 marca 1992         | 53    | 0      | San Jose Earthquakes      |
| 4  | OB      | Fidel Escobar       | 9 stycznia 1995      | 26    | 1      | New York Red Bulls        |
| 5  | OB      | Román Torres        | 20 marca 1986        | 114   | 10     | Seattle Sounders FC       |
| 13 | OB      | Adolfo Machado      | 14 lutego 1985       | 77    | 1      | Houston Dynamo            |
| 15 | OB      | Eric Davis          | 31 marca 1991        | 40    | 0      | DAC 1904 Dunajská Streda  |
| 17 | OB      | Luis Ovalle         | 7 września 1988      | 26    | 0      | CD Olimpia                |
| 23 | OB      | Felipe Baloy        | 24 lutego 1981       | 102   | 3      | CSD Municipal             |
| 6  | PM      | Gabriel Gómez       | 29 maja 1984         | 147   | 12     | Atlético Bucaramanga      |
| 8  | PM      | Edgar Yoel Bárcenas | 23 października 1993 | 32    | 0      | Real Oviedo               |
| 11 | PM      | Armando Cooper      | 26 listopada 1987    | 100   | 7      | Club Universidad de Chile |
| 14 | PM      | Valentín Pimentel   | 30 maja 1991         | 23    | 1      | CD Plaza Amador           |
| 19 | PM      | Alberto Quintero    | 18 grudnia 1987      | 91    | 5      | Universitario de Deportes |
| 20 | PM      | Aníbal Godoy        | 10 lutego 1990       | 92    | 2      | San Jose Earthquakes      |
| 21 | PM      | José Luis Rodríguez | 19 czerwca 1998      | 5     | 0      | KAA Gent II               |
| 7  | NP      | Blas Pérez          | 13 marca 1981        | 120   | 43     | CSD Municipal             |
| 9  | NP      | Gabriel Torres      | 31 października 1988 | 74    | 14     | CD Huachipato             |
| 10 | NP      | Ismael Díaz         | 12 maja 1997         | 12    | 2      | Deportivo La Coruna II    |
| 16 | NP      | Abdiel Arroyo       | 13 grudnia 1993      | 35    | 5      | LD Alajuelense            |
| 18 | NP      | Luis Tejada         | 28 marca 1982        | 107   | 43     | Sport Boys Association    |

### Tunezja
Trener:  Nabil Maâloul
| Nr | Pozycja | Zawodnik                | Data urodzenia       | Mecze | Bramki | Klub                     |
| -- | ------- | ----------------------- | -------------------- | ----- | ------ | ------------------------ |
| 1  | BR      | Farouk Ben Mustapha     | 1 lipca 1989         | 15    | 0      | Asz-Szabab               |
| 16 | BR      | Aymen Mathlouthi        | 14 września 1984     | 70    | 0      | Al-Batin F.C.            |
| 22 | BR      | Mouez Hassen            | 5 marca 1995         | 3     | 0      | LB Châteauroux           |
| 2  | OB      | Syam Ben Youssef        | 31 marca 1989        | 42    | 1      | Kasımpaşa SK             |
| 3  | OB      | Yohan Benalouane        | 28 marca 1987        | 4     | 0      | Leicester City           |
| 4  | OB      | Yassine Meriah          | 2 lipca 1993         | 16    | 1      | CS Sfaxien               |
| 5  | OB      | Oussama Haddadi         | 28 stycznia 1992     | 9     | 0      | Dijon FCO                |
| 6  | OB      | Rami Bedoui             | 19 stycznia 1990     | 8     | 0      | Étoile Sportive du Sahel |
| 11 | OB      | Dylan Bronn             | 19 czerwca 1995      | 5     | 0      | KAA Gent                 |
| 12 | OB      | Ali Maâloul             | 1 stycznia 1990      | 46    | 0      | Al-Ahly Kair             |
| 21 | OB      | Hamdi Nagguez           | 28 października 1992 | 15    | 0      | Zamalek SC               |
| 7  | PM      | Saîf-Eddine Khaoui      | 27 kwietnia 1995     | 5     | 0      | Troyes AC                |
| 13 | PM      | Ferjani Sassi           | 18 marca 1992        | 39    | 3      | Al-Nassr                 |
| 14 | PM      | Mohamed Amine Ben Amor  | 3 maja 1992          | 26    | 1      | Al-Ahli                  |
| 15 | PM      | Ahmed Khalil            | 21 grudnia 1994      | 3     | 0      | Club Africain            |
| 17 | PM      | Ellyes Skhiri           | 10 maja 1995         | 5     | 0      | Montpellier HSC          |
| 20 | PM      | Ghailene Chaalali       | 28 lutego 1994       | 6     | 1      | Espérance Tunis          |
| 8  | NP      | Fakhreddine Ben Youssef | 21 czerwca 1991      | 39    | 5      | Ettifaq FC               |
| 9  | NP      | Anice Badri             | 18 września 1990     | 7     | 2      | Espérance Tunis          |
| 10 | NP      | Wahbi Khazri            | 8 lutego 1991        | 35    | 12     | Stade Rennais            |
| 18 | NP      | Bassem Srarfi           | 25 czerwca 1997      | 5     | 0      | OGC Nice                 |
| 19 | NP      | Saber Khelifa           | 14 października 1986 | 44    | 7      | Club Africain            |
| 23 | NP      | Naïm Sliti              | 27 lipca 1992        | 17    | 3      | Dijon FCO                |

## Grupa H

### Kolumbia
Trener:  José Pékerman
| Nr | Pozycja | Zawodnik               | Data urodzenia       | Mecze | Bramki | Klub                   |
| -- | ------- | ---------------------- | -------------------- | ----- | ------ | ---------------------- |
| 1  | BR      | David Ospina           | 31 sierpnia 1988     | 86    | 0      | Arsenal F.C.           |
| 12 | BR      | Camilo Vargas          | 9 marca 1989         | 5     | 0      | Independiente Santa Fe |
| 22 | BR      | José Fernando Cuadrado | 1 czerwca 1985       | 1     | 0      | CD Once Caldas         |
| 2  | OB      | Cristián Zapata        | 30 września 1986     | 55    | 2      | A.C. Milan             |
| 3  | OB      | Óscar Murillo          | 18 kwietnia 1988     | 13    | 0      | CF Pachuca             |
| 4  | OB      | Santiago Arias         | 13 stycznia 1992     | 41    | 0      | PSV Eindhoven          |
| 13 | OB      | Yerry Mina             | 23 września 1994     | 12    | 3      | FC Barcelona           |
| 17 | OB      | Johan Mojica           | 21 sierpnia 1992     | 4     | 1      | Girona FC              |
| 18 | OB      | Frank Fabra            | 22 lutego 1991       | 19    | 1      | Boca Juniors           |
| 23 | OB      | Davinson Sánchez       | 12 maja 1996         | 9     | 0      | Tottenham Hotspur      |
| 5  | PM      | Wilmar Barrios         | 16 października 1993 | 10    | 0      | Boca Juniors           |
| 6  | PM      | Carlos Sánchez         | 6 lutego 1986        | 85    | 0      | RCD Espanyol           |
| 8  | PM      | Abel Aguilar           | 6 stycznia 1985      | 70    | 7      | Deportivo Cali         |
| 10 | PM      | James Rodríguez        | 12 lipca 1991        | 63    | 21     | Bayern Monachium       |
| 11 | PM      | Juan Cuadrado          | 26 maja 1988         | 70    | 7      | Juventus F.C.          |
| 15 | PM      | Mateus Uribe           | 21 marca 1991        | 8     | 0      | Atlético Nacional      |
| 16 | PM      | Jefferson Lerma        | 25 października 1994 | 5     | 0      | Levante UD             |
| 20 | PM      | Juan Fernando Quintero | 18 stycznia 1993     | 15    | 2      | CA River Plate         |
| 7  | NP      | Carlos Bacca           | 8 września 1986      | 45    | 14     | Villarreal CF          |
| 9  | NP      | Radamel Falcao         | 10 lutego 1986       | 73    | 29     | AS Monaco              |
| 14 | NP      | Luis Muriel            | 16 kwietnia 1991     | 18    | 2      | Sevilla FC             |
| 19 | NP      | Miguel Borja           | 26 stycznia 1993     | 7     | 2      | SE Palmeiras           |
| 21 | NP      | José Izquierdo         | 7 lipca 1992         | 5     | 1      | Brighton & Hove Albion |

### Japonia
Trener:  Akira Nishino
| Nr | Pozycja | Zawodnik             | Data urodzenia       | Mecze | Bramki | Klub                |
| -- | ------- | -------------------- | -------------------- | ----- | ------ | ------------------- |
| 1  | BR      | Eiji Kawashima       | 20 marca 1983        | 83    | 0      | FC Metz             |
| 12 | BR      | Masaaki Higashiguchi | 12 maja 1986         | 4     | 0      | Gamba Osaka         |
| 23 | BR      | Kōsuke Nakamura      | 27 lutego 1995       | 3     | 0      | Kashiwa Reysol      |
| 2  | OB      | Naomichi Ueda        | 24 października 1994 | 3     | 0      | Kashima Antlers     |
| 3  | OB      | Gen Shōji            | 11 grudnia 1992      | 10    | 1      | Kashima Antlers     |
| 5  | OB      | Yūto Nagatomo        | 12 września 1986     | 104   | 3      | Galatasaray SK      |
| 6  | OB      | Wataru Endō          | 9 lutego 1993        | 11    | 0      | Urawa Reds          |
| 19 | OB      | Hiroki Sakai         | 12 kwietnia 1990     | 41    | 0      | Olympique Marsylia  |
| 20 | OB      | Tomoaki Makino       | 11 maja 1987         | 31    | 4      | Urawa Red Diamonds  |
| 21 | OB      | Gōtoku Sakai         | 11 maja 1987         | 39    | 0      | Hamburger SV        |
| 22 | OB      | Maya Yoshida         | 24 sierpnia 1988     | 81    | 10     | Southampton F.C.    |
| 4  | PM      | Keisuke Honda        | 13 czerwca 1986      | 94    | 36     | CF Pachuca          |
| 7  | PM      | Gaku Shibasaki       | 28 maja 1992         | 16    | 3      | Getafe CF           |
| 8  | PM      | Genki Haraguchi      | 9 maja 1991          | 31    | 6      | Fortuna Düsseldorf  |
| 10 | PM      | Shinji Kagawa        | 17 marca 1989        | 90    | 29     | Borussia Dortmund   |
| 11 | PM      | Takashi Usami        | 6 maja 1992          | 22    | 3      | Fortuna Düsseldorf  |
| 14 | PM      | Takashi Inui         | 2 czerwca 1988       | 25    | 2      | SD Eibar            |
| 16 | PM      | Hotaru Yamaguchi     | 6 października 1990  | 41    | 2      | Cerezo Osaka        |
| 17 | PM      | Makoto Hasebe        | 18 stycznia 1984     | 109   | 2      | Eintracht Frankfurt |
| 18 | PM      | Ryōta Ōshima         | 23 stycznia 1993     | 4     | 0      | Kawasaki Frontale   |
| 9  | NP      | Shinji Okazaki       | 16 kwietnia 1986     | 112   | 50     | Leicester City      |
| 13 | NP      | Yoshinori Mutō       | 15 lipca 1992        | 22    | 2      | 1. FSV Mainz 05     |
| 15 | NP      | Yūya Ōsako           | 18 maja 1990         | 27    | 7      | 1. FC Köln          |

### Polska
Trener:  Adam Nawałka
| Nr | Pozycja | Zawodnik             | Data urodzenia   | Mecze | Bramki | Klub                 |
| -- | ------- | -------------------- | ---------------- | ----- | ------ | -------------------- |
| 1  | BR      | Wojciech Szczęsny    | 18 kwietnia 1990 | 33    | 0      | Juventus F.C.        |
| 12 | BR      | Bartosz Białkowski   | 6 czerwca 1987   | 1     | 0      | Ipswich Town         |
| 22 | BR      | Łukasz Fabiański     | 18 kwietnia 1985 | 43    | 0      | Swansea City         |
| 2  | OB      | Michał Pazdan        | 21 września 1987 | 31    | 0      | Legia Warszawa       |
| 3  | OB      | Artur Jędrzejczyk    | 4 listopada 1987 | 35    | 3      | Legia Warszawa       |
| 4  | OB      | Thiago Cionek        | 21 kwietnia 1986 | 17    | 0      | SPAL 2013            |
| 5  | OB      | Jan Bednarek         | 12 kwietnia 1996 | 1     | 0      | Southampton F.C.     |
| 15 | OB      | Kamil Glik           | 3 lutego 1988    | 57    | 4      | AS Monaco            |
| 18 | OB      | Bartosz Bereszyński  | 12 lipca 1992    | 6     | 0      | UC Sampdoria         |
| 20 | OB      | Łukasz Piszczek      | 3 czerwca 1985   | 61    | 3      | Borussia Dortmund    |
| 6  | PM      | Jacek Góralski       | 21 września 1992 | 3     | 0      | Łudogorec Razgrad    |
| 8  | PM      | Karol Linetty        | 2 lutego 1995    | 19    | 1      | UC Sampdoria         |
| 10 | PM      | Grzegorz Krychowiak  | 29 stycznia 1990 | 49    | 2      | West Bromwich Albion |
| 11 | PM      | Kamil Grosicki       | 8 czerwca 1988   | 56    | 12     | Hull City            |
| 13 | PM      | Maciej Rybus         | 19 sierpnia 1989 | 49    | 2      | Lokomotiw Moskwa     |
| 16 | PM      | Jakub Błaszczykowski | 14 grudnia 1985  | 97    | 21     | VfL Wolfsburg        |
| 17 | PM      | Sławomir Peszko      | 19 lutego 1985   | 43    | 2      | Lechia Gdańsk        |
| 19 | PM      | Piotr Zieliński      | 20 maja 1994     | 31    | 4      | SSC Napoli           |
| 21 | PM      | Rafał Kurzawa        | 26 stycznia 1993 | 3     | 0      | Górnik Zabrze        |
| 7  | NP      | Arkadiusz Milik      | 28 lutego 1994   | 38    | 12     | SSC Napoli           |
| 9  | NP      | Robert Lewandowski   | 21 sierpnia 1988 | 93    | 55     | Bayern Monachium     |
| 14 | NP      | Łukasz Teodorczyk    | 3 czerwca 1991   | 19    | 4      | RSC Anderlecht       |
| 23 | NP      | Dawid Kownacki       | 14 marca 1997    | 2     | 1      | UC Sampdoria         |

### Senegal
Trener:  Aliou Cissé
| Nr | Pozycja | Zawodnik          | Data urodzenia       | Mecze | Bramki | Klub               |
| -- | ------- | ----------------- | -------------------- | ----- | ------ | ------------------ |
| 1  | BR      | Abdoulaye Diallo  | 30 marca 1992        | 16    | 0      | Stade Rennais      |
| 16 | BR      | Khadim N’Diaye    | 30 listopada 1984    | 24    | 0      | Horoya AC          |
| 23 | BR      | Alfred Gomis      | 5 września 1993      | 1     | 0      | SPAL 2013          |
| 2  | OB      | Adama Mbengue     | 1 grudnia 1993       | 6     | 0      | SM Caen            |
| 3  | OB      | Kalidou Koulibaly | 20 czerwca 1991      | 23    | 0      | SSC Napoli         |
| 4  | OB      | Kara Mbodj        | 11 listopada 1989    | 51    | 5      | RSC Anderlecht     |
| 6  | OB      | Salif Sané        | 25 sierpnia 1990     | 19    | 0      | Hannover 96        |
| 12 | OB      | Youssouf Sabaly   | 5 marca 1993         | 3     | 0      | Girondins Bordeaux |
| 21 | OB      | Lamine Gassama    | 20 października 1989 | 34    | 0      | Alanyaspor         |
| 22 | OB      | Moussa Wagué      | 4 października 1998  | 8     | 0      | KAS Eupen          |
| 5  | PM      | Idrissa Gueye     | 26 września 1989     | 58    | 1      | Everton F.C.       |
| 8  | PM      | Cheikhou Kouyaté  | 21 grudnia 1989      | 46    | 2      | West Ham United    |
| 11 | PM      | Cheikh N’Doye     | 29 marca 1986        | 23    | 3      | Birmingham City    |
| 13 | PM      | Alfred N’Diaye    | 6 marca 1990         | 18    | 0      | Everton F.C.       |
| 17 | PM      | Badou Ndiaye      | 27 października 1990 | 17    | 1      | Stoke City         |
| 7  | NP      | Moussa Sow        | 19 stycznia 1986     | 50    | 18     | Bursaspor          |
| 9  | NP      | Mame Biram Diouf  | 16 grudnia 1987      | 46    | 10     | Stoke City         |
| 10 | NP      | Sadio Mané        | 10 kwietnia 1992     | 51    | 14     | Liverpool F.C.     |
| 14 | NP      | Moussa Konaté     | 3 kwietnia 1993      | 26    | 9      | Amiens SC          |
| 15 | NP      | Diafra Sakho      | 24 grudnia 1989      | 9     | 3      | Stade Rennais      |
| 18 | NP      | Ismaïla Sarr      | 25 lutego 1998       | 13    | 2      | Stade Rennais      |
| 19 | NP      | M’Baye Niang      | 19 grudnia 1994      | 4     | 0      | Torino FC          |
| 20 | NP      | Keita Baldé Diao  | 8 marca 1995         | 16    | 3      | AS Monaco          |